# 許和鈞
許和鈞（1958年—），臺灣企管學者、政治人物，國立交通大學管理科學學系畢業、美國紐約大學企業管理碩士，1989年得到美國紐約大學企業管理博士學位，2013年出任台南市副市長。

## 外部連結
1. ↑  .   [2020-09-23].
2. ↑  .   [2013-02-23]. （原始内容存档于2021-06-03）.